# سیارک ۲۷۳۳
سیارک ۲۷۳۳ (به انگلیسی: 2733 Hamina، نامگذاری:1938DQ) دو هزار و هفتصد و سی و سومین سیارک کشف شده‌است که در ۲۲ فوریه ۱۹۳۸ کشف شد.
قدر مطلق سیارک برابر ۱۳٫۲۰ است.